# Комберлато, Сабрина
Сабрина Комберлато (итал. Sabrina Comberlato; род. 19 июля 1969, Болонья) — итальянская софтболистка, левый филдер. Участница летних Олимпийских игр 2000 года, четырёхкратная чемпионка Европы 1992, 1995, 1997 и 1999 годов.

## Биография
Сабрина Комберлато родилась 19 июля 1969 года в итальянском городе Болонья.
Окончила Профессиональный институт торговли в Болонье.
Играла в софтбол за «Пьяноро» и «Буссоленго».
Более десяти лет выступала за женскую сборную Италии.
Четырежды становилась чемпионкой Европы — в 1992 в Бюссюме, в 1995 году в Сеттимо-Торинезе, в 1997 году в Праге и в 1999 году в Антверпене.
Три раза участвовала в чемпионатах мира: в 1990 году в Нормале и в 1994 году в Сент-Джонсе итальянки заняли 9-е место, в 1998 году в Фудзиномии — 6-е.
В 2000 году вошла в состав женской сборной Италии на летних Олимпийских играх в Сиднее, занявшей 5-е место. Играла на позиции левого филдера, провела 7 матчей, сделала 3 пробежки (по одной в матчах со сборными Кубы, Канады и Новой Зеландии).